# 劉致榮
劉致榮（1999年4月7日—）為一名台灣棒球投手，排灣族人，效力於美國職棒波士頓紅襪的小聯盟系統。

## 經歷
高中時即為投手與內野手兼修，最快球速已達147km/h，但高三時右肩受傷，故升上大學後的頭兩年從未在正式比賽中以投手出賽。2019年9月，大三的劉致榮首度於大學賽事中登板投球，球速相比高中時大有進步達到個人新高158km/h，吸引了海外球探的目光。同年10月，劉即與紅襪隊簽下75萬美元簽約金的小聯盟合約。
2023年5月6號，劉致榮效力於紅襪2A球隊波特蘭海狗在對印地安人2A球隊亞克朗橡皮鴨時的比賽中投出無安打比賽，為台灣旅美第二人。

## 外部連結
- 劉致榮在美國職棒官網（英语）
- 劉致榮在Baseball-Reference.com（小聯盟以及海外聯盟）（英语）
- 劉致榮在FanGraphs.com（英语）
- 劉致榮在台灣棒球維基館上的頁面（繁體中文）
- 劉致榮的Instagram帳戶